# Atlantica gueriniana
Espèce
Statut de conservation UICN

 CR B1ab(iii,v) : 
En danger critique
Atlantica gueriniana est une espèce de gastéropodes terrestres de la famille des Gastrodontidae et endémique de Madère.

## Répartition
Cet escargot est endémique de Madère où il a été découvert dans les environs du ruisseau de Santa Luzia (pt). Toutefois, malgré des recherches effectuées dans les années 1970 et 1990, cette espèce n'y a pas été retrouvée. Par ailleurs, les spécimens trouvés par Cameron et Cook sur deux sites (dans les environs de Ponta do Pargo et de Paul do Mar) se sont avérés être ceux d'autres espèces.

## Statut de conservation
Cette espèce est considérée comme en danger critique ou est déjà éteinte.

## Systématique
Le nom valide complet (avec auteur) de ce taxon est Atlantica gueriniana (R. T. Lowe, 1852).
L'espèce a été initialement classée dans le genre Helix sous le protonyme Helix gueriniana R. T. Lowe, 1852,.
Atlantica gueriniana a pour synonymes :
- Helix gueriniana R. T. Lowe, 1852
- Helix semiplicata L. Pfeiffer, 1852

### Étymologie
Son épithète spécifique, gueriniana, lui a été donnée en l'honneur de Jemima Carolina Guerin qui a fourni le spécimen type.

### Publication originale
- (en + la) R. T. Lowe, « Brief diagnostic notices of new Maderan land shells », Annals and Magazine of Natural History, Londres, vol. 2, no 9,‎ 1er février 1852, p. 112-120 (ISSN 0374-5481, lire en ligne, consulté le 22 juillet 2025).